# Gdyńska Nagroda Dramaturgiczna
Gdyńska Nagroda Dramaturgiczna – nagroda dla najlepszego polskojęzycznego tekstu dramaturgicznego, zgłoszonego w danym roku kalendarzowym. Przyznawana corocznie od 2007 roku. Wyodrębniona z Nagrody Literackiej Gdynia. Przyznawana przez pięcioosobową kapitułę. Spośród nadesłanych zgłoszeń do półfinału, nominowanych jest 40 sztuk, a do finału pięć. Spośród nich wybierany jest laureat, który otrzymuje statuetkę oraz nagrodę pieniężną w wysokości 50 000 złotych. 
Od 2015 roku przez jury społeczne wśród finalistów przyznawana jest również Alternatywna Gdyńska Nagroda Dramaturgiczna. Nagroda fundowana jest przez prezydenta Gdyni, konkurs organizowany jest pod auspicjami Teatru Miejskiego im. Witolda Gombrowicza w Gdyni.